# Saint-Ouen-en-Brie
Saint-Ouen-en-Brie è un comune francese di 855 abitanti situato nel dipartimento di Senna e Marna nella regione dell'Île-de-France.
Il villaggio è citato dal XII secolo. Esso dipendeva dall'abbazia di Saint-Denis, prima di diventare possedimento della signoria di Grandpuits nel XVIII secolo.

## Società

### Evoluzione demografica
Abitanti censiti